# معهد أبحاث طب المناطق الحارة (السودان)
تأسس معهد أبحاث طب المناطق الحارة عام 1972 تحت مظلة مجلس الأبحاث الطبيِّة الذي كان يتبع وقتها إلي المجلس القومي للبحوث .
بعد حل المجلس القومي للبحوث في عام 1991 آلت تبعية المعهد للمركز القومي للبحوث وأصبح أحد المعاهد الست المكونة للمركز القومي للبحوث.

## مهام المعهد
1. الاضطلاع بمهمة إجراء الأبحاث العلمية والتطبيقية في كافة أمراض المناطق الحارة بغرض خلق تنمية اقتصادية اجتماعية متوازنة في المجتمع السودانى .
2. تدريب الكوادر الطبية والصحِّية في مجالات تشخيص وعلاج ومكافحة أمراض المناطق الحارة.
3. العمل على فتح مجالات واسعة للتعاون وتبادل الخبرات مع المؤسسات والمنظمات البحثية العلمية داخل وخارج السودان .
4. تأهيل وتدريب الباحثين ومساعدي الباحثين بالمعهد والمساعدة في تدريب العاملين في المجالات البحثية والعلمية التي تدخل في  مجال اختصاصه .
5. تقديم الدعم للبحوث التي تتفق مع سياسات المركز القومى للبحوث وخططه وتقديم المساعدة للباحثين في حدود إمكانياته .
6. إشاعة روح الإبداع والكشف والاختراع وتشجيعها والسعي نحو الريادة العلمية .
7. تقديم الاستشارات العلمية للمؤسسات الحكومية والقطاع الخاص في مجالات التخصص .
8. نشر وتوثيق الحقائق العلمية والنتائج التي تم التوصل إليها من قبل باحثى المعهد في الدوريات المحلية والعالمية .
9. المشاركة في المؤتمرات العلمية بالداخل والخارج .
10. الدعوة إلي تأكيد أخلاقيات البحث العلمي والالتزام بقيم الإيمان والخير والفضيلة وتأصيل البحث العلمي وربطه بتراث الأمة الحضارى .
11. توفير تدريب عملى لطلاب الجامعات والمعاهد العليا ومراكز البحوث داخل وخارج السودان.

## اقسام المعهد
قسم الوبائيات
قسم المناعة والتقانات الطبيه
قسم الطفيليات والحشرات الطبيه:
قسم الأحياء المجهريه
قسم الدراسات السريريه (بمستشفى طب المناطق الحارة بأمدرمان)

## شخصيات مهمه بالمعهد
بروفيسور أحمد محمد الحسن

## جهات ذات صلة
المعهد القومي للبحوث
وزارة التعليم العالي

## اقرأ أيضا
بحث علمي
باحث علمي

## وصلات خارجية
لقاء تنويري عن دور المعهد
مراكز الابحاث في السودان